# Cantó de Tavernas
El cantó de Tavernas és un cantó francès del departament de la Var, situat al districte de Brinhòla. Té 7 municipis i el cap és Tavernas.

## Municipis
- Artinhòsc
- Fòs Amfós
- Moissac
- Montmejan
- Regussa
- Silan
- Tavernas

## Història
| Data d'elecció                           | Identitat      | Partit        | Qualitat |
| ---------------------------------------- | -------------- | ------------- | -------- |
| 1967-1985                                | Clément Denans | PS            |          |
| 1985-2004                                | Louis Fabre    | Divers droite |          |
| 2004-                                    | Jean Bacci     | UMP           |          |
| les dades anteriors no són pas conegudes |                |               |          |
|                                          |                |               |          |

| 1962  | 1968  | 1975  | 1982  | 1990  | 1999  | 2006  |
| ----- | ----- | ----- | ----- | ----- | ----- | ----- |
| 1.422 | 1.738 | 1.924 | 2.198 | 2.954 | 3.436 | 4.639 |